# Montriond
Montriond là một xã trong tỉnh Haute-Savoie thuộc vùng Auvergne-Rhône-Alpes đông nam Pháp.
It is just north of the ski resorts of Morzine và Avoriaz in the Portes du Soleil ski resorts area. Just east lies Lac du Montriond, a small lake.